# 27 août en sport
27 juillet 27 septembre
Chronologies thématiques
- Croisades
- Ferroviaires
- Disney

Le 27 août (239e jour de l'année ou 240e en cas d'année bissextile) en sport.

## Événements

### XVIIIesiècle
- 1765 :
  - (Boxe) : le boxeur anglais Tom Juchau s’empare du titre en battant le tenant George Millson.

### XIXesiècle
- 1854 :
  - (Boxe) : Tom Paddock lance des défis au champion anglais Harry Broome et à l'ancien champion William Perry, mais les deux déclinent. Paddock répond en revendiquant le Championnat d'Angleterre, mais il n'est pas reconnu en ce moment[1].
- 1884 :
  - (Tennis /Grand Chelem) : au Championnat national de tennis des États-Unis, l'ancêtre de l'US Open, victoire de l'Américain Richard Sears en simple puis en le double associé à James Dwight.
- 1889 :
  - (Tennis /Grand Chelem) : début de la 9e édition de l'US Open masculin qui se terminera le 3 septembre 1889.
- 1898 :
  - (Compétition automobile) : Trafoi–Mendelpass en Autriche-Hongrie remporté par Wilhelm Bauer.

### XXesièclede1901à1950
- 1933 :
  - (Compétition automobile) : Grand Prix automobile d'Albi.
  - (Compétition automobile) : Grand Prix automobile de Marseille.
- 1938
  - (Compétition automobile) : à Bonneville Salt Flats, George E. T. Eyston établi un nouveau record de vitesse terrestre : 556,00 km/h.

### XXesièclede1951à2000
- 1967 :
  - (Formule 1) : Grand Prix automobile du Canada.
- 1978 :
  - (Formule 1) : Grand Prix automobile des Pays-Bas.
  - (Rallye automobile) : arrivée du Rallye de Finlande.
- 1989 :
  - (Formule 1) : Grand Prix automobile de Belgique.
- 1995 :
  - (Formule 1) : Grand Prix automobile de Belgique.
- 1997 :
  - (Football) : le PSG se qualifie pour la phase de poules de la Ligue des champions en battant le Steaua Bucarest sur le score de 5-0 après avoir perdu le match aller sur tapis vert 3-0.

### XXIesiècle
- 2003
  - (Athlétisme) : la Mozambicaine Maria Mutola, championne du monde en titre et championne olympique, remporte la médaille d'or sur le 800 mètres dames des championnats du monde de Paris, en s'imposant en 1 min 59 s 89, devant la Britannique Kelly Holmes (2e) et la Russe Natalya Khrushchelyova (3e).
- 2005 :
  - (Rugby à XV) : dans le Tri-nations, la Nouvelle-Zélande s'impose 31-27 sur l'Afrique du Sud. Les All-Blacks doivent encore s'imposer sur l'Australie le 3 septembre s'ils veulent remporter le tournoi.
- 2006 :
  - (Formule 1) : en remportant le GP de Turquie, sur le circuit d'Istanbul Park, à Istanbul, devant les deux champions du monde Fernando Alonso (Renault, 2e) et Michael Schumacher (Ferrari, 3e) le jeune pilote brésilien Felipe Massa obtient, au volant de sa Ferrari 248 F1 la première victoire de sa carrière.
- 2015 :
  - (Athlétisme /Championnats du monde) : dans l'épreuve du 200 mètres hommes, victoire du Jamaïcain Usain Bolt et sur le triple saut, victoire de l'Américain Christian Taylor. Sur le 400 mètres femmes, victoire de l'Américaine Allyson Felix et sur le lancer de marteau femmes, victoire de la Polonaise Anita Włodarczyk.
  - (Cyclisme sur route /Tour d'Espagne) : le Colombien Esteban Chaves s'impose dans l'étape du jour et récupère le maillot rouge.
  - (Judo /Championnats du monde) : dans la catégorie des -63 kg, victoire chez les femmes de la Slovène Tina Trstenjak puis chez les hommes en -81 kg, victoire du Japonais Takanori Nagase.
- 2016 :
  - (Athlétisme /Record du monde du 3 000 mètres steeple) : La Bahraïnienne Ruth Jebet bat le record du monde du 3000 m steeple féminin lors de la Ligue de diamant au Stade de France[2].
  - (Cyclisme sur route /Tour d'Espagne) : sur la 8e étape du Tour d'Espagne 2016, victoire du Russe Sergueï Lagoutine et le Colombien Nairo Quintana prend la tête du classement général.
- 2017 :
  - (Badminton /Championnats du monde) aux Championnats du monde de badminton, victoire en simple hommes du Danois Viktor Axelsen, en simple dames, victoire de la Japonaise Nozomi Okuhara, en double hommes, victoire des Chinois Liu Cheng et Zhang Nan, en double dames, victoire des Chinoises Chen Qingchen et Jia Yifan, en double mixte, victoire des Indonésiens Tontowi Ahmad et Liliyana Natsir.
  - (Compétition automobile /Formule 1) : au Grand Prix automobile de Belgique qui se dispute sur le circuit de Spa-Francorchamps, victoire du Britannique Lewis Hamilton qui devance l'Allemand Sebastian Vettel et l'Australien Daniel Ricciardo.
  - (Cyclisme sur route /Tour d'Espagne) : sur la 9e étape du Tour d'Espagne 2017 qui relie Orihuela à El Poble Nou de Benitatxell sur une distance de 174 kilomètres, victoire du Britannique Christopher Froome qui conforte son maillot rouge.
  - (Roller /World Roller Games) : début de la 1re édition des World Roller Games qui se déroulent à Nankin en Chine jusqu'au 10 septembre 2017.
- 2018 :
  - (Cyclisme sur route /Tour d'Espagne) : sur la 3e étape du Tour d'Espagne qui relie Mijas et Alhaurín de la Torre, sur un parcours de 182,5 kilomètres, victoire de l'Italien Elia Viviani. Le Polonais Michał Kwiatkowski conserve le maillot rouge.
  - (Tennis /Grand Chelem) : début de la 135e édition de l'US Open de tennis, quatrième et dernière levée de la tournée du Grand Chelem qui se déroule jusqu'au 9 septembre 2018 à l'USTA National Tennis Center, à Flushing Meadows.
- 2021 :
  - (Cyclisme sur route /Tour d'Espagne) : sur la 13e étape du Tour d'Espagne qui se déroule entre Belmez et Villanueva de la Serena, sur une distance de 203,7 km, victoire du Français Florian Sénéchal. Le Norvégien Odd Christian Eiking conserve le maillot rouge.
- 2023 :
  - (Cyclisme sur route /Tour d'Espagne) : sur la 2e étape du Tour d'Espagne qui se déroule entre Mataró et Barcelone en Catalogne, sur une distance de 181,3 km, victoire du Danois Andreas Kron qui s'impose et l'Italien Andrea Piccolo s'empare du maillot rouge.
  - (Hockey sur gazon /Euro masculin) : les Pays-Bas conserve leur titre de champion d'Europe en battant les Anglais 2-1 et la Belgique complète le podium.
- 2024 : 
  - (Cyclisme sur route /Tour d'Espagne) : sur la 10e étape du Tour d'Espagne qui se déroule entre Ponteareas et Baiona en Galice, sur une distance de 160 km, victoire du Belge Wout van Aert au sprint. L'Australien Ben O'Connor conserve le Maillot rouge.

## Naissances

### XIXesiècle
- 1859 :
  - Clarence Clark, joueur de tennis américain. († 29 juin 1939).
- 1860 :
  - André Vacherot, joueur de tennis français. Vainqueur des tournois de Roland Garros 1894, 1895, 1896 et 1901. († 22 mars 1950).
- 1864 :
  - Hermann Weingärtner, gymnaste allemand. Champion olympique de la barre fixe, des barres parallèles par équipes et de la barre fixe par équipes, médaillé d'argent du cheval d'arçon et des anneaux puis médaillé de bronze du saut de cheval aux Jeux d'Athènes 1896. († 22 décembre 1919).
- 1877 :
  - Charles Rolls, pilote de courses automobile britannique. Cofondateur de la marque automobile Rolls-Royce. († 12 juillet 1910).
- 1885 :
  - Adrien Filez, footballeur français. (5 sélections en équipe de France). († 15 octobre 1965).

### XXesièclede1901à1950
- 1908 :
  - Donald Bradman, joueur de cricket australien. (52 sélections en test match). († 25 février 2001).
- 1909 :
  - Raymond Berthet, fondeur et skieur de nordique français. († 8 mars 1979).
  - Sylvère Maes, cycliste sur route belge. Vainqueur des Tours de France 1936 et 1939 puis de Paris-Roubaix 1933. († 5 décembre 1966).
  - Charles Pozzi, pilote de F1 et de courses automobile d'endurance puis homme d'affaires français. († 28 février 2001).
  - Leo Sexton, athlète de lancers américain. Champion olympique du poids aux Jeux de Los Angeles 1932. († 6 septembre 1968).
- 1921 :
  - Henri Guérin, footballeur puis entraîneur français. (3 sélections en équipe de France). Sélectionneur de l'équipe de France de 1962 à 1966. († 2 avril 1995).
- 1924 :
  - Gérard Dufau, joueur de rugby à XV puis entraîneur français. (38 sélections en équipe de France). († 4 juillet 2002).
- 1925 :
  - Nat Lofthouse, footballeur anglais. (33 sélections en équipe nationale). († 15 janvier 2011).
- 1927 :
  - Liselott Linsenhoff, cavalière de dressage allemande. Médaillée d'argent par équipes et de bronze en individuelle aux Jeux de Stockholm 1956, championne olympique par équipes aux Jeux de Mexico 1968 puis championne olympique en individuelle et médaillée d'argent par équipes aux Jeux de Munich 1972. Championne du monde de dressage par équipes 1974. Championne d'Europe de dressage en individuel et par équipes 1969 et 1971 puis par équipes 1973. († 4 août 1999).
- 1928 :
  - Othmar Schneider, skieur alpin autrichien. Champion olympique du slalom et médaillé d'argent de la descente aux Jeux d'Oslo 1952. († 25 décembre 2012).
- 1930 :
  - Gholam Reza Takhti, lutteur de libre iranien. Médaillé d'argent des -79 kg aux Jeux d'Helsinki 1952 puis champion olympique des -87 kg aux Jeux de Melbourne 1956 et médaillé d'argent des -87 kg aux Jeux de Rome 1960. Champion du monde 1959 et 1961. († 7 juin 1968).
- 1931 :
  - Sven Tumba, hockeyeur sur glace suédois. Médaillé de bronze aux Jeux d'Oslo 1952 puis médaillé d'argent aux Jeux d'Innsbruck 1964. Champion du monde de hockey sur glace 1953, 1957 et 1962. († 1er octobre 2011).
- 1938 :
  - José Altafini, footballeur brésilien puis italien. Champion du monde de football 1958. Vainqueur de la Coupe des clubs champions 1963. (8 sélections avec l'équipe du Brésil et 6 avec l'équipe d'Italie).

### XXesièclede1951à2000
- 1951 :
  - Buddy Bell, joueur de baseball puis directeur sportif américain.
- 1954 :
  - Derek Warwick, pilote de F1 et de courses automobile d'endurance britannique. Vainqueur des 24 Heures du Mans 1992.
- 1956 :
  - Jean-François Larios, footballeur français. (17 sélections en équipe de France).
  - Alois Lipburger, sauteur à ski autrichien. († 4 février 2001).
- 1957 :
  - Bernhard Langer, golfeur allemand. Vainqueur des Masters 1985 et 1993, des Ryder Cup 1985, 1987, 1995, 1997, 2002 et 2004.
- 1958 :
  - Maurizio Sandro Sala, pilote de courses automobile brésilien.
- 1959 :
  - Gerhard Berger, pilote de F1 autrichien. (10 victoires en Grand Prix).
  - Dominique Sarron, pilote de vitesse moto français. (4 victoires en Grand prix). Vainqueur du Bol d'or 1981, 1983, 1986, 1987, 1988, 1993 et 1994.
- 1960 :
  - Mike Golding, navigateur britannique.
- 1962 :
  - Adam Oates, hockeyeur sur glace puis entraîneur canadien.
  - Fabrice Poullain, footballeur consultant TV français. (10 sélections en équipe de France).
- 1965 :
  - Karim Ojjeh, pilote de courses automobile et homme d'affaires saoudien.
- 1967 :
  - Igor Dobrovolski, footballeur puis entraîneur soviétique puis russe. (29 sélections avec l'équipe d'Union soviétique puis 18 sélections avec l'équipe de Russie). Sélectionneur de l'équipe de Moldavie de 2006 à 2009 et depuis 2015.
- 1969 :
  - Jean-Cyril Robin, cycliste sur route français. Médaillé de bronze de la course en ligne aux Championnats du monde de cyclisme sur route 1999.
- 1970 :
  - Peter Ebdon, joueur de snooker anglais. Champion du monde de snooker 2002.
  - Jim Thome, joueur de baseball américain.
- 1972 :
  - Abraham Tolofua, joueur de rugby français.
- 1973 :
  - Dietmar Hamann, footballeur allemand. Vainqueur des Coupe UEFA 1996 et 2001 puis de la Ligue des champions 2005. (59 sélections en équipe nationale).
- 1974 :
  - Aaron Downey, hockeyeur sur glace canadien.
  - Jose Vidro, joueur de baseball porto-ricain.
- 1975 :
  - Kareem Reid, basketteur américain.
- 1976 :
  - Carlos Moyà, joueur de tennis espagnol. Vainqueur de Roland Garros 1998 et de la Coupe Davis 2004.
  - Benoit Poilvet, cycliste sur route français.
  - Mark Webber, pilote de F1 australien. (9 victoires en Grand Prix).
- 1977 :
  - Deco, footballeur portugais et brésilien. Vainqueur de la Coupe UEFA 2003 et des Ligue des champions 2004 et 2006. (75 sélections avec l'équipe du Portugal).
- 1979 :
  - Oliver Kieffer, volleyeur français. (202 sélections en équipe de France).
  - Karel Rachůnek, hockeyeur sur glace tchèque. Champion du monde de hockey sur glace 2010. († 7 septembre 2011).
- 1981 :
  - Maxwell, footballeur brésilien. Vainqueur de la Ligue des champions 2011. (10 sélections en équipe nationale).
- 1983 :
  - Edward McKeever, kayakiste britannique. Champion olympique du K1 200 m aux Jeux de Londres 2012. Champion du monde de course en ligne de canoë-kayak de K1 200 m 2010. Champion d'Europe de course en ligne (canoë-kayak) du K1 200 m 2010.
- 1986 :
  - Nabil El Zhar, footballeur marocain.
- 1987 :
  - Muhamed Pašalić, basketteur bosnien.
- 1988 :
  - Federico Leo, pilote de courses automobile italien.
- 1989 :
  - Romain Amalfitano, footballeur français.
- 1990 :
  - Tori Bowie, athlète de sprint américaine. Championne olympique du relais 4 × 100 m, médaillée d'argent du 100 m et de bronze du 200 m aux Jeux de Rio 2016. Championne du monde d'athlétisme du 100 m et du relais 4 x 100 m 2017. († 3 mai 2023).
  - Luuk de Jong, footballeur néerlandais. Vainqueur de la Ligue Europa 2020. (39 sélections en équipe nationale).
  - Loïc Pietri, judoka français. Champion du monde de judo des -81 kg 2013, médaillé de bronze des -81 kg 2014 puis médaillé d'argent des -81 kg 2015. Médaillé de bronze des -81 kg aux CE de judo 2013 et 2015 puis médaillé d'argent des -81 kg et de bronze par équipes aux CE de judo 2014.
- 1991 :
  - Nahuel Lobo, joueur de rugby à XV argentin. (10 sélections en équipe nationale).
- 1992 :
  - Stefan Lainer, footballeur autrichien. (38 sélections en équipe nationale).
- 1993 :
  - Olivier Le Gac, cycliste sur route français.
- 1994 :
  - Breanna Stewart, basketteuse américaine.
  - Lidija Turčinović, basketteuse franco-serbe.
- 1995 :
  - Egzon Binaku, footballeur albano-suédois. (5 sélections avec l'équipe d'Albanie).
  - Elizaveta Nazarenkova, gymnaste rythmique russe et ouzbèke.
  - Sergey Sirotkin, pilote de F1 russe.
- 1997 :
  - Joachim Panou, volleyeur français. (39 sélections en équipe de France).
  - Lucas Paquetá, footballeur brésilio-portugais. Vainqueur de la Copa América 2019 et de la Ligue Europa Conférence 2023. (50 sélections avec l'équipe du Brésil).
- 1998 :
  - Kevin Huerter, basketteur américain.
- 1999 :
  - Mile Svilar, footballeur belgo-serbe. (1 sélection avec l'équipe de Serbie).
  - Mitchell van Bergen, footballeur néerlandais.

### XXIesiècle
- 2002 :
  - Sarah Bouktit, handballeuse française. Médaillée d'argent aux Jeux de Paris 2024. Championne du monde féminin de handball 2023. (21 sélections en équipe de France).
- 2003 :
  - Nesrine Houili, cycliste sur route algérienne.
  - Alexis Lebrun, joueur de tennis de table français. Médaillé de bronze par équipes aux Jeux de Paris 2024. Vice-champion du monde de tennis de table par équipes 2024.

## Décès

### XIXesiècle
- 1899 :
  - Arthur Budd, 45 ans, joueur de rugby à XV anglais. (5 sélections en équipe nationale). (° 14 octobre 1853).

### XXesièclede1901à1950
- 1939 :
  - Charles Wilkes, 60 ans, footballeur français. (4 sélections en équipe de France). (° 2 juin 1879).
- 1942 :
  - George Holley, 56 ans, footballeur anglais. (10 sélections en équipe nationale). (° 20 novembre 1885).

### XXesièclede1951à2000
- 1971 :
  - Elio Bertocchi, 51 ans,  cycliste sur route italien. (° 16 septembre 1919).
- 1981 :
  - Valeri Kharlamov, 33 ans, hockeyeur sur glace soviétique. Champion olympique aux Jeux de Sapporo 1972 et aux Jeux d'Innsbruck 1976 puis médaillé d'argent aux Jeux de Lake Placid 1980. Champion du monde de hockey sur glace 1969, 1970, 1971, 1973, 1974, 1975, 1978 et 1979. (° 14 janvier 1948).
- 1986 :
  - George Nepia, 81 ans, joueur de rugby à XV néo-zélandais. (46 sélections en équipe nationale). (° 25 avril 1905).

### XXIesiècle
- 2008 :
  - Jean-Marc Renard, 52 ans, boxeur belge. (° 19 avril 1956).
- 2010 :
  - Fermo Camellini, 95 ans, cycliste sur route italien puis français. Vainqueur de Paris-Nice 1946 et de la Flèche wallonne 1948. (° 7 décembre 1914).
  - Anton Geesink, 76 ans, judoka néerlandais. Champion olympique toutes catégories aux Jeux de Tokyo 1964. Champion du monde de judo toutes catégories 1961 et des -80 kg 1965. Champion d'Europe de judo 1e dan 1952, toutes catégories et par équipes 1953, toutes catégories 1954, 3e dan 1955, 4e dan et toutes catégories 1957 puis 1958, des +80 kg et toutes catégories 1959, 1962, 1963 et 1964, des +80 kg, toutes catégories et par équipes 1960 et 1961. Membre du CIO de 1987 à 2010. (° 6 avril 1934).
- 2012 :
  - Art Heyman, 71 ans, basketteur américain. (° 24 juin 1941).
  - Ivan Horvat, 86 ans, footballeur puis entraîneur yougoslave et ensuite croate. Médaillé d'argent aux Jeux d'Helsinki 1952. Vainqueur de la Coupe de l'UEFA 1967. (60 sélections en équipe nationale). (° 16 juillet 1926).
  - Antoine Redin, 77 ans, footballeur puis entraîneur français. (° 4 septembre 1934).
- 2017 :
  - Ahmed Mohammed Khan, 90 ans, footballeur indien. (° 24 septembre 1926).